# Wereldbeker mountainbike 1999
De Wereldbeker mountainbike 1999 is een serie MTB wedstrijden gehouden in 1999.

## Cross Country
| Locatie      | Land             | Winnaar             | Winnares          |
| ------------ | ---------------- | ------------------- | ----------------- |
| Napa Valley  | VS               | Miguel Martinez     | Alison Dunlap     |
| Sydney       | Australië        | Grégory Vollet      | Alison Sydor      |
| El Escorial  | Spanje           | Cadel Evans         | Margarita Fullana |
| Sankt Wendel | Duitsland        | Filip Meirhaeghe    | Paola Pezzo       |
| Plymouth     | Groot-Brittannië | Bas van Dooren      | Margarita Fullana |
| Big Bear     | VS               | Christoph Sauser    | Alison Sydor      |
| Canmore      | Canada           | Thomas Frischknecht | Gunn-Rita Dahle   |
| Houffalize   | België           | Christophe Dupouey  | Margarita Fullana |

### Podium
- Cadel Evans
- Miguel Martinez
- Christoph Sauser